# Niun Niggung
Niun Niggung ist das sechste Musikalbum der deutschen Band Mouse on Mars und erschien 1999 bei Sonig und Rough Trade. Später wurde es auf dem US-amerikanischen Label Thrill Jockey wiederveröffentlicht. Die US-Version des Albums hat eine andere Tracklist und enthält drei Bonustracks. Zu den Gastmusikern des Albums gehört auch der Musiker Markus Türk.

## Stil
Kein Rhythmus bleibt über die gesamte Lied-Distanz ungebrochen und die Elektro-Beats verändern unaufhörlich ihren Klang und ihr Tempo. Bezüglich der Instrumentierung werden neue Wege beschritten. Erstmals verwendete Mouse on Mars neben elektronischen Instrumenten auch Gitarren, Blasinstrument und Geigen, die die springenden Rhythmuslinien für Momente um eine Melodie erweitern. Dieser Stil wurde auf dem folgenden Album Idiology (2001) weiter vertieft. Die Band experimentierte auf diesem Album vermehrt mit Dekonstruktionen, soundlichen Auflösungen, Power Electronics sowie Easy Listening.

## Chartpositionen
Das Album war für eine Woche auf Platz #76 der deutschen Albencharts.

## Rezeption
Das Album erhielt größtenteils positive Kritiken. Lars Eickmeier von laut.de schrieb jedoch:

„[Ich kann] mir nicht erklären, warum sie ihre teilweise interessanten Ansätze gleich wieder unter einem gigantischen Berg Soundmüll vergraben. Ich kann diese Platte nur mit dem Attribut supernervig versehen und hoffe, das bleibt ein einsamer Ausrutscher. … Allenfalls mit ‚Pinwheel Herman‘ und ‚Super Sonic Fadeout‘ können sie noch an alte Klasse anknüpfen.“

Die Platte mit laut Eickmeier „derartig musikalischem Müll“ erhielt in der Rezension der Laut-Redaktion einen von fünf Sternen. Bei der Leserbewertung auf laut.de erhielt das Album jedoch die volle Punktzahl.
Mark Richardsan vom Internetmagazin Pitchfork Media schrieb 2000:

„Niun Niggung ist eine scharfe Realisierung des emotionalen Menschmaschinen-Versprechens von Kraftwerk. Aber wenn man [das Album] gegen die besten Arbeiten von ‚Mouse on Mars‘, nämlich die LPs ‚Instrumentals‘ und ‚Glam‘, vergleicht, ist dies lediglich eine unterhaltsame und technisch gute Leistung. Obwohl sie zu transzendentaler Schönheit fähig sind, wollen diese Deutschen zurzeit bloß Spaß haben.“

Richardsan gab der Platte 7,9 von 10 Punkten.
John Bush schrieb bei allmusic:

„Die Sichtweise des Duos bezüglich Techno ist auf Niun Niggung unnachahmlich perfektionistisch, aber strukturell chaotisch und überraschend organisch: es ist Elektro-Dancemusik, produziert von robotischen Bergleuten.“

Bush gab der Platte vier von fünf Sternen.
Das Album ist Platte des Jahres 1999 bei der britischen Avantgarde-Zeitschrift The Wire.

## Tracklist
Alle Lieder sind von Jan St. Werner und Andy Toma. Der Drummer Dodo NKishi war auf dieser Platte nicht als Songschreiber tätig.
1. Download Sofist (Andi Toma, Jan St. Werner) – 2:28
2. Yippie (Toma, Werner) – 3:51
3. Mykologics (Toma, Werner) – 3:38
4. Gogonal (Toma, Werner) – 5:09
5. Diskdusk (Toma, Werner) – 3:50
6. Pinwheel Herman (Toma, Werner) – 4:46
7. Dispothek (Toma, Werner) – 5:22
8. Albion Rose (Toma, Werner) – 3:32
9. Tensual (Toma, Werner) – 3:35
10. Distroia (Toma, Werner) – 5:16
11. Booosc (Toma, Werner) – 3:15
12. Mompou (Toma, Werner) – 1:55
13. Wald F.X. (Toma, Werner) – 4:46

Bonustracks der US-Version
1. Super Sonig Fadeout (Toma, Werner) – 4:34
2. Circloid Bricklett Sprungli (Toma, Werner) – 2:18
3. Untitled (Toma, Werner) – 3:05